# Font i safareig de Can Nou
La Font i safareig de Can Nou és una obra d'Albanyà (Alt Empordà) inclosa a l'Inventari del Patrimoni Arquitectònic de Catalunya.

## Descripció
Font situada a pocs metres de la masia de Can Nou de Bassegoda. Es tracta d'una font feta de pedra, a la que s'hi accedeix a través d'uns esglaons també fets amb pedres irregulars. L'aigua de la mateixa font emplenava el safareig amb dos gots separats per una paret de carreus. La barana del safareig estava feta de carreus molt grans de pissarra. Aquest safareig té forma arrodonida.